# Riccardo Chiarini
Pour les articles homonymes, voir Chiarini.
Riccardo Chiarini (né le 20 février 1984 à Crespino sul Lamone, dans la province de Florence en Toscane) est un coureur cycliste italien, professionnel de 2006 à 2013. Son père Vittorio Chiarini (1937) fut également coureur professionnel.

## Biographie
Professionnel depuis 2006, chez 3C Casalinghi Jet-Androni Giocattoli, il attend l'année suivante pour se faire remarquer, alors qu'il évolue dans la formation Team LPR Brakes-Ballan, en terminant à la dixième place des Trois vallées varésines, et septième de la Coppa Placci, il s'était déjà signalé chez les moins de vingt-trois ans en échouant à la seconde place de la troisième étape du Tour de Toscane, en 2005.
En 2008, lors de la deuxième étape du Tour du Trentin, il accroche une troisième place derrière Stefano Garzelli, et Mauro Finetto, sa pointe de vitesse en groupe se fait alors remarquée.
En mai, il prend part à son premier grand tour à l'occasion du "Giro", il s'échappe dans la descente des monts avoisinants l'Etna, dans la 3e étape, mais il se fait reprendre à une trentaine de kilomètres de l'arrivée, il finit également pour l'anecdote trente-septième de la dernière étape, chronomètrée dans les rues de Milan.
En fin d'année 2009, l'équipe LPR disparaît. Avec dix autres de ses coéquipiers, ainsi que le directeur sportif Giovanni Fidanza, il rejoint la nouvelle équipe De Rosa-Stac Plastic.
Il rejoint Androni Giocattoli en 2011. Il se montre à son avantage lors de la Route du Sud 2012, au parcours escarpé, qu'il termine huitième.
Il se retrouve sans équipe en 2014 après que l'UCI ait révélé que Chiarini avait été contrôlé positif à l'EPO. Il est ainsi suspendu deux ans.

## Palmarès

### Palmarès amateur
- 2004
  - 2e du Circuit de Cesa
- 2005
  - Coppa Guinigi
  - Trophée Alvaro Bacci
  - Trofeo Comunità Montana
  - 2e de la Coppa Ciuffenna
  - 3e du Gran Premio Ezio Del Rosso

### Palmarès professionnel
- 2010
  - Trophée Matteotti
- 2011
  - 10e du Tour de Lombardie
- 2012
  - 2e du Tour de Padanie

## Résultats sur les grands tours

### Tour d'Italie
2 participations
- 2008 : 125e
- 2009 : 118e

## Classements mondiaux
| Année           | 2005   | 2006 | 2007 | 2008   | 2009 | 2010 | 2011 | 2012 | 2013 |
| --------------- | ------ | ---- | ---- | ------ | ---- | ---- | ---- | ---- | ---- |
| UCI Europe Tour | 1 134e |      | 607e | 1 077e |      | 62e  | 332e | 81e  | 833e |